# Leopold Sebastian von Manstein
Leopold Sebastian von Manstein (* 22. Juli 1717 in Juckstein; † 26. April 1777 in Tangermünde) war preußischer Generalmajor, Amtshauptmann zu Tilsit und Cörlin.

## Leben

### Herkunft
Seine Eltern waren der preußische Hauptmann Friedrich Wilhelm von Manstein und dessen dritte Ehefrau Katharina Elisabeth von Geßler. Der Generalmajor Johann Gottlieb Wilhelm von Manstein war sein Bruder.

### Werdegang
In preußischen Diensten kam er ins Dragoner-Regiment Nr. 1 (Normann) und wurde am 7. Mai 1741 Premier-Lieutenant, im März 1758 Major. 1759 wurde er Oberstleutnant und noch im gleichen Jahr Oberst. Im April 1762 übernahm er das Kürassier-Regiment Nr. 7 (Horn) und im September 1764 wurde er Generalmajor.
Er konnte sich in den Gefechten von Reichenberg und Pretzschendorf (7. Januar 1760), sowie in der Schlacht bei Kolin auszeichnen. Dafür bekam er den Orden Pour le Mérite. Er wurde von König Friedrich II. gefördert. Zudem bekam er am 7. Juni 1768 die Amtshauptmannschaft von Tilsit und am 14. Juni 1770 die von Cörlin.
Ihm zu Ehren wurde in der Stephans-Kirche von Tangermünde eine Büste des Generals aufgestellt.

### Familie
Er war mit einer von Barfuß verheiratet und hatte einen Sohn und eine Tochter.